# Hypsiboas hutchinsi
Espèce
Synonymes
- Hyla hutchinsi Pyburn & Hall, 1984

Statut de conservation UICN

 LC  : Préoccupation mineure
Hypsiboas hutchinsi est une espèce d'amphibiens de la famille des Hylidae.

## Répartition
Cette espèce est endémique de Colombie. Elle se rencontre entre 100 et 200 m d'altitude dans les départements d'Amazonas, de Caquetá et de Vaupés. Sa présence est incertaine au Brésil.

## Étymologie
Cette espèce est nommée en l'honneur de Melvin G. Hutchins.

## Publication originale
- Pyburn & Hall, 1984 : A New Stream-Inhabiting Treefrog (Anura: Hylidae) from Southeastern Colombia. Herpetologica, vol. 40, no 4, p. 366-372.